# Аутомат
Аутомат (множина: аутомата) је самостална машина која је дизајнирана тако да помоћу механизма разних зупчаника понавља неке операције. Неке аутомате, као звонари у сатовима, дају илузију самосталног кретања.

## Етимологија
Реч „аутомат“ — потиче из грчког αὐτόματον, аутоматон, „онај који ради самостално“. Реч је први пут употребио Хомер, да опише аутоматско отварање врата, или аутоматско кретање точкова на кочијама. Аутомати су направљени тако да личе на човека или животиње акције, као што је кукавица у сату.

## Историја

### Древни аутомати
Постоји много примера аутомата у грчкој митологији: Хефест је створио аутомате за своју радионицу; Талос био вештачки човек од бронзе; Дедал користи живу да поставити глас у свом покретне статуе; Краљ Алкиној запошљава златне и сребрне псе чуваре.
Аутомате су у Хеленистичкој ери су замишљали као алате, играчке, верске идоле, или прототипе за демонстрацију основних научних принципа. Први аутомат на воду је направио Ктесибије, грчки проналазач и први шеф Велике библиотеке у Александрији, на пример, „користио је воду за звук звиждука и направио модел са покретима сове. Он је измислио први у свету сат са кукавицом“. ова традиција се наставила у Александрији са проналазачима као што су грчки математичар Херон Александријски (понекад се назива Херон), чија дела везана са хидрауликом.
Компиковани механички урећаји су постојали још у Старој Грчкој, али је једини преживели примерак Антикитерски зупчаник. Он представља аналогни компјутер. Иако се прво сматрало да потиче са Родоса, где је постојала традиција механичкој инжењеринга, ово острво је порекло аутомата, према Пиндаровој седмој Олимпијској оди.
Анимиране фигуре стоје
красећи улице,
изгледа као да камен дише
или хода на мермерним ногама.
Међутим, подаци прикупљени из недавних истраживања наводе везу са Коринтом и Сицилијом, као и повезаност са Архимедом.